# The Buttons
The Buttons (englisch für Die Knöpfe, in Chile Islas Buttons, in Argentinien Islas Botones) sind zwei kleine Inseln vor der Graham-Küste des Grahamlands auf der Antarktischen Halbinsel. Sie liegen 320 m nordwestlich der Galíndez-Insel in der Gruppe der Argentinischen Inseln des Wilhelm-Archipels.
Kartiert und deskriptiv nach ihrer Erscheinung benannt wurden die Inseln 1935 bei der British Graham Land Expedition (1934–1937) unter der Leitung des australischen Polarforschers John Rymill.